# Calycopis chacona
Calycopis chacona är en fjärilsart som beskrevs av Jorgensen 1932. Calycopis chacona ingår i släktet Calycopis och familjen juvelvingar. Inga underarter finns listade i Catalogue of Life.